# Ekkehard Herrig
Ekkehard Herrig (* 16. März 1933 in Nünchritz) ist ein deutscher Paläontologe und Geologe sowie Künstler. Er war Kustos, Dozent und Professor an der Universität Greifswald.

## Werdegang und geowissenschaftliche Forschung
Ekkehard Herrig studierte ab 1952 an der Universität Greifswald Geologie-Paläontologie und erhielt seine akademische Ausbildung vor allem bei den Professoren Albert Kurt Beyer, Rudolf Groß und Hans Wehrli. Bei letzterem legte er auch seine paläontologischen Examina ab: 1957 (Diplom) und 1965 (Promotion). Das Thema seiner Qualifikationsarbeiten, „Die Ostracoden der weißen Schreibkreide von Rügen“ (1956) bzw. „Ostracoden der Weißen Schreibkreide (Unter-Maastricht) der Insel Rügen (Ostsee)“ (1964) sollten seinen beruflichen Werdegang und seine Forschungsausrichtung als Mikropaläontologe maßgeblich beeinflussen. Ein Zusatzstudium (PostDoc) führten ihn 1970/1971 nach Moskau an den Lehrstuhl für Paläontologie der Lomonossow-Universität Moskau, wie auch an das Paläontologische Institut der Akademie der Wissenschaften der UdSSR. Hier arbeitete er u. a. bei Roman Fjodorowitsch Hecker.
Seiner Alma Mater Gryphiswaldensis blieb er zeitlebens verbunden. Ab 1973 betreute er als Kustos die geowissenschaftlichen Sammlungen der Universität Greifswald, darunter auch die von Otto Jaekel 1908 begründete Pommersche Geologische Landessammlung und das 1936 gegründete Deutsche Archiv für Geschiebeforschung. 1984 erfolgte seine Habilitation (Promotion B) mit einer 1983 fertig gestellten Arbeit „Verbreitung, Migration und Evolution der Ostrakoden (Crustacea) in der Europäischen Faunenprovinz des Lias (unterer Jura) von Nordwesteuropa“ und 1988 die Ernennung zum außerordentlichen Dozenten für das Fach Mikropaläontologie. 1992 erfolgte seine Berufung als C4-Professor auf den Lehrstuhl für Paläontologie in Greifswald, den er bis zu seiner Emeritierung 1998 innehatte.
Zu Ekkehard Herrigs Forschungsschwerpunkten gehören vor allem mesozoische und känozoische Muschelkrebse (Crustacea), ihre Systematik, Taxonomie und Biostratigraphie, mikropaläontologische Arbeitstechniken und die Rügener Schreibkreide.

## Künstlerisches Schaffen
Ekkehard Herrig ist in seinem Leben auch als Maler und Zeichner sowie Keramiker hervorgetreten. Federzeichnungen, Aquarelle oder Werke im impressionistischen Stil mit lebensbejahenden Farben in Öl oder Pastell, der Skizzenblock begleitet ihn ständig.
1968 gründete er an der Universität Greifswald auch einen Keramik-Zirkel den er bis 1990 künstlerisch und organisatorisch leitete. Teile seiner diesbezüglichen Arbeiten finden sich in verschiedenen Gebäuden der Greifswalder Universität (Mensa, Klinikum, Institut für Geographie und Geologie) oder sind heute Teil verschiedener geologischer Sammlungen in Wien, Moskau, Münster und Cagliari, wie beispielsweise sein Ostrakoden-Modell in Überlebensgröße mit Weichteil-Innenleben aus Kautschuk.

## Auszeichnungen und Mitgliedschaften
Ekkehard Herrig war seit 1958 Mitglied der Gesellschaft für Geologische Wissenschaften in der DDR sowie ab 1990 der Paläontologischen Gesellschaft und der Gesellschaft für Geschiebekunde.[1] Letztere ernannte ihn zum Ehrenmitglied.

## Nach Ekkehard Herrig benannte Organismen

### Familie
- Herrigokellidae Becker, 1999 (Ostracoda)

### Gattungen
- Ekkehardia Colin & Babinot, 1999 (Ostracoda)
- Herrigia Schallreuter, 1999 (Ostracoda)
- Idiocythere (Herrigocythere) = Herrigocythere Gründel, 1973 (Ostracoda)

### Arten
- Bairdia herrigi Monostori, 1996 (Ostracoda)
- Bythoceratina herrigi Weaver, 1982 (Ostracoda)
- Conomitra herrigi Gürs, 1999 (Gastropoda)
- Gastropella herrigi Voigt, 1999 (Bryozoa)
- Kinnkullea herrigi Schallreuter, 1971 (Ostracoda)
- Klingerella herrigi Ainsworth, 1989 (Ostracoda)
- Paracytheridea herrigi Jain, 1975 (Ostracoda)
- Protocaudina herrigi Reich, 1995 (Holothuroidea)
- Rhaetomyia herrigi Ansorge, 1996 (Insecta)
- Rotfanella herrigi Gründel, 1999 (Gastropoda)
- Saida herrigi Keij, 1975 (Ostracoda)
- Trilobagnostus herrigi Buchholz, 1999 (Trilobita)
- Vestrogothia herrigi Hinz-Schallreuter, 1998 (Ostracoda)[1]

## Schriften (Auswahl)
- Ekkehard Herrig: Ostracoden aus der Weißen Schreibkreide (Unter-Maastricht) der Insel Rügen (Ostsee). Berlin, Akademie-Verlag. 1966. [Paläontologische Abhandlungen, A: Paläozoologie, Band 2, Heft 4, S. 693–1024]. ISSN 0323-6986
- Ekkehard Herrig: Ein Blick in die erdgeschichtliche Entwicklung des Nordteils der DDR. Die „Geologische Landessammlung der Nordbezirke“ in der Sektion Geologische Wissenschaften der Ernst-Moritz-Arndt-Universität Greifswald. Universität Greifswald, Greifswald 1979.
- Helmut Nestler & Ekkehard Herrig: Katalog der paläozoologischen Typen. Ernst-Moritz-Arndt-Universität Greifswald, Sektion Geologische Wissenschaften. Universität Greifswald, Greifswald 1989. ISBN 3-86006-007-4, DNB 900839678/04
- Ekkehard Herrig: Microostrakoden (Cytheracea) des Ober-Maastrichtium aus dem Ostseeraum (Dänisch-Polnische Furche). Frankfurt/M. 1998. [Courier Forschungsinstitut Senckenberg Band 204]. ISBN 3-929907-46-1
- Fritz-Nielsen Wissing, Ekkehard Herrig unter Mitarbeit von Mike Reich: Arbeitstechniken der Mikropaläontologie. Eine Einführung. Enke-Verlag, Stuttgart 1999. ISBN 3-432-29641-X